# Log4j
Log4j je logovací framework pro Javu vyvíjený Apache Software Foundation. V rámci aplikačních rámců pro logování v Javě se vyvinul ve faktický standard. Stejně jako Java samotná je multiplatformní. Je uvolněn pod licencí Apache a jedná se tedy o svobodný software.
Software začal původně vyvíjet od roku 1996 Ceki Gülcü tehdy pracující pro IBM, který později začal vyvíjet logovací aplikační rámec SLF4J zamýšlený jako nástupce log4j.
Pro svou konfiguraci podporuje log4j řadu formátů, mj. XML, JSON, YAML a .properties.
Existuje řada portů systému log4j pro jiná programovací prostředí, mj.
- log4c pro Céčko
- log4js pro JavaScript
- log4perl pro perl
- log4php pro PHP
- log4cxx pro C++
- log4sh pro unixové shelly